# Drakensbergena
Drakensbergena (лат.) — род прыгающих насекомых, единственный в составе трибы Drakensbergenini из подсемейства цикадок Deltocephalinae (Cicadellidae). 18 видов. Афротропика, ЮАР и Лесото.

## Описание
Разнообразного размера цикадки (от мелкого до крупного, 4—11 мм), как правило, светло-коричневого цвета. Короткокрылые с вытянутой вперёд головой.
Голова равна или шире пронотума. Усики короткие. Макросетальная формула задних бёдер равна 2+1 или 2+1+1. Латеральный край пронотума килевидный. Оцеллии редуцированы или развиты. Встречаются в травянистых высотных биомах южной Африки, питаются на овсянице (Festuca) и
Merxmuellera (Злаки). Филогенетический и морфологический анализы (вытянутая голова, профемур интеркалярный или редуцированный, сета AM1 редуцирована или отсутствует, сеты AV сравнительно длинные, макросетальная формула задних бёдер) показали, что Drakensbergenini (иногда выделяемой в самостоятельное подсемейство Drakensbergeninae) близка к трибе Eupelicini.

## Список видов
Drakensbergena Linnavuori, 1961
- Drakensbergena armstrongi Stiller, 2009
- Drakensbergena austrina Stiller, 2009
- Drakensbergena bisulca Stiller, 2009
- Drakensbergena breviata Stiller, 2009
- Drakensbergena cuneifer Stiller, 2009
- Drakensbergena deorsuspina Stiller, 2009
- Drakensbergena festucacola Stiller, 2009
- Drakensbergena fuscovittata Linnavuori, 1961 typus
- Drakensbergena gigascutica Stiller, 2009
- Drakensbergena labeona Stiller, 2009
- Drakensbergena lobulata Stiller, 2009
- Drakensbergena longinqua Stiller, 2009
- Drakensbergena ochracea Linnavuori, 1979
- Drakensbergena phaeogramma Stiller, 2009
- Drakensbergena prolixa Stiller, 2009
- Drakensbergena retrospina Stiller, 2009
- Drakensbergena simulata Stiller, 2009
- Drakensbergena spinula Stiller, 2009